# ジブロモフルオロメタン
ジブロモフルオロメタン(Dibromofluoromethane)は、3つの置換基がハロゲンに置き換わったハロメタンの一種である。無色無臭の気体である。アルコール、アセトン、ベンゼン、クロロホルムに可溶である。
トリブチルスズ水和物による還元的脱臭素化反応によってブロモフルオロメタンの製造に利用できる。
オゾン破壊係数は1.0であり、オゾン層破壊物質のクラス1に指定されている。